# Memory of the Future
Memory of the Future is de derde single van het album Elysium van de Pet Shop Boys. Het nummer is geschreven door Neil Tennant en Chris Lowe. Het is geproduceerd door de Amerikaanse producer Andrew Dawson. Voor de singleversie is het nummer nog eens onderhanden genomen door producer Stuart Price.
De single werd op 30 oktober 2012 via de officiële website aangekondigd. Op 14 november beleefde de geremixte singleversie (een new single mix van 3.35 minuten) zijn wereldpremière op BBC Radio 2. De single verscheen op 31 december 2012, zowel op twee cd-singles als download. Het nummer kreeg drie bonustracks mee: One Night, Inside en Listening. Het laatstgenoemde nummer gaven de Pet Shop Boys aan Morten Harket, die het opnam voor zijn album Out of My Hands, dat in het voorjaar van 2012 verscheen.
Remixes van het nummer zijn gemaakt door Stuart Price, Ulrich Schnauss, DJ Waldo Squash en Digital Dog.